# Volta a Portugal de 2012

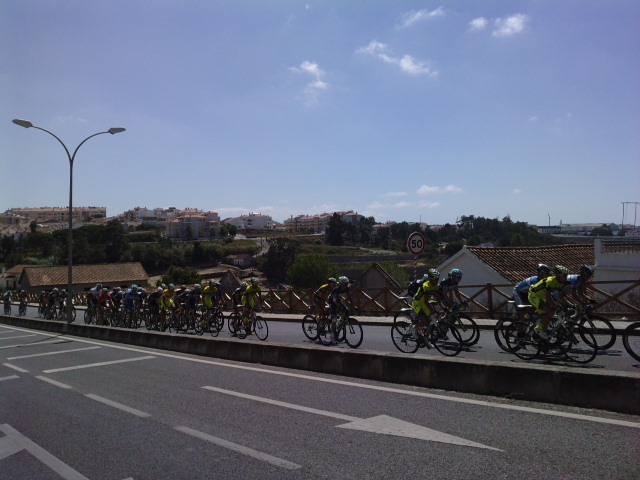
Passagem do pelotão da Volta a Portugal de 2012 no lugar da Paz, em Mafra, a 26 de Agosto de 2012.

A 74ª edição da Volta a Portugal em Bicicleta foi disputada entre 15 e 26 de Agosto de 2012.
A primeira novidade anunciada foi a de que a prova partiu pela primeira vez da cidade de Castelo Branco, apesar de ter sido primeiro anunciado que a partida seria em Viseu. Outro facto a registar é que, pelo terceiro ano consecutivo, a "Portuguesa" teve o seu final na capital do país, Lisboa. A prova foi apresentada oficialmente a 25 de Junho de 2012, e aí houve mais novidades relevantes em termos de percurso: as partidas de etapas inéditas em Vila Nova de Cerveira (3ª etapa) e em Armamar (5ª etapa); também de destacar a presença de 16 equipas - mais três que em 2011 - e as datas mais tardias do que o habitual devido aos Jogos Olímpicos.

## Equipas

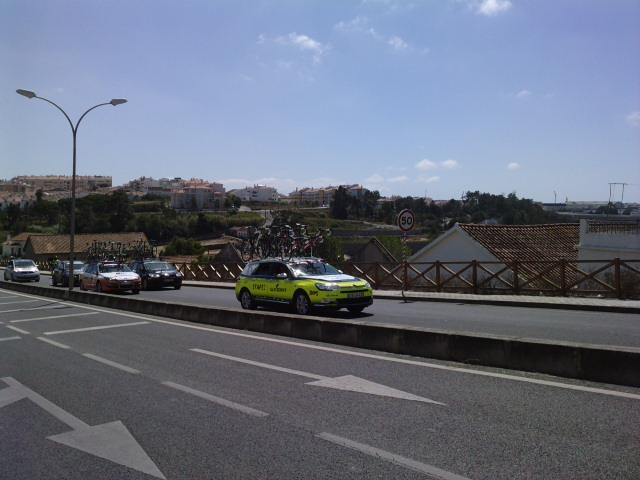
A Efapel-Glassdrive foi a equipa dominadora desta edição da Volta a Portugal em Bicicleta.

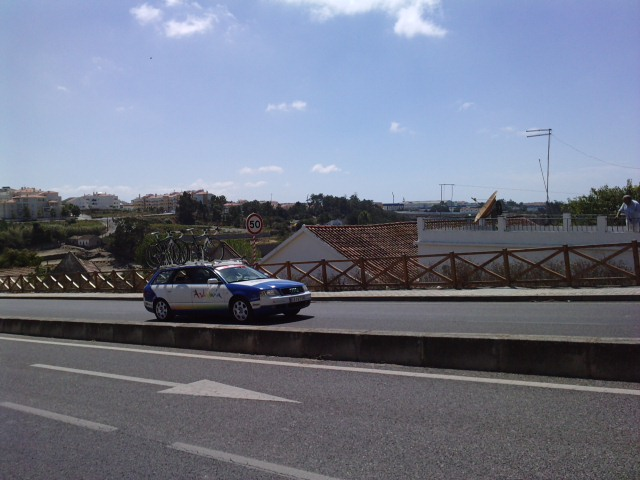
A Andalucía é uma das equipas do escalão mais alto a participar nesta edição da "Portuguesa".

Durante a apresentação da prova, a 25 de Junho de 2012, foram também anunciadas as equipas participantes na prova. O número de equipas subiu de 13 na edição de 2011 para 16 na presente edição (mais a Selecção Nacional de Esperanças). Destas, apenas quatro serão portuguesas, e cinco do escalão UCI Continental Profissional (o mais alto em prova, dado que, noutra "novidade", não existirão equipas do mais alto escalão, o UCI ProTour. As restantes 11 equipas são do escalão UCI Continental. De destacar ainda a presença de equipas sul-africanas e uma brasileira, que também é novidade. De referir que a organização optou convidar equipas mais modestas de forma a garantir melhores resultados às formações nacionais. Eis a lista completa das equipas abaixo:
| Categoria                    | Equipa                            | Sigla |
| ---------------------------- | --------------------------------- | ----- |
| UCI Continental Profissional | Colombia-Coldeportes              | COL   |
| UCI Continental Profissional | Andalucía                         | AND   |
| UCI Continental Profissional | Caja Rural                        | CAJ   |
| UCI Continental Profissional | Saur-Sojasun                      | SUR   |
| UCI Continental Profissional | UnitedHealthcare                  | UHC   |
| UCI Continental              | Burgos BH-Castilla y León         | BUR   |
| UCI Continental              | Carmim-Prio                       | CPT   |
| UCI Continental              | Efapel-Glassdrive                 | EGL   |
| UCI Continental              | Funvic-Pindamonhangaba            | FUN   |
| UCI Continental              | Itera-Katusha                     | IKA   |
| UCI Continental              | LA-Antarte                        | LAA   |
| UCI Continental              | Lokosphinx                        | LOK   |
| UCI Continental              | MTN Qhubeka                       | MTN   |
| UCI Continental              | Onda                              | OND   |
| UCI Continental              | Orbea                             | ORB   |
| UCI Continental              | Team Bonitas                      | TBO   |
| UCI Continental              | Selecção Nacional-Liberty Seguros | POR   |

## Etapas

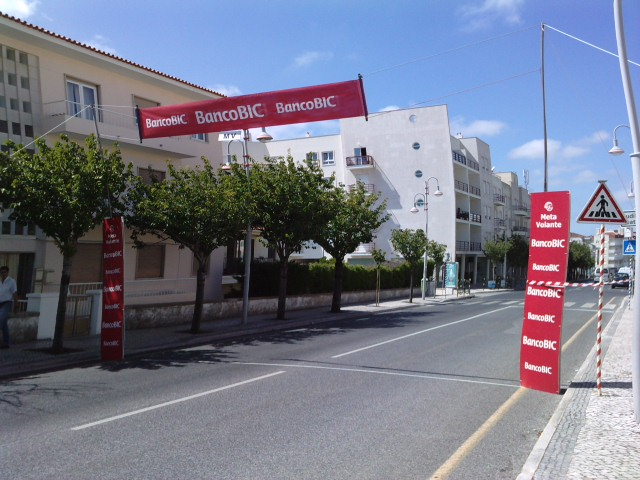
Mafra foi uma das povoações históricas em que passou a Volta a Portugal de 2012; esta é a meta-volante instalada na vila do famoso Convento.

Aquando da apresentação da edição de 2012 da Volta a Portugal em Bicicleta foi anunciado o percurso da prova: 10 etapas (uma das quais um contra-relógio individual) e um prólogo inicial, num total de 1606.8 km, 21 contagens de prémios de montanha e 27 metas-volantes. Vila Nova de Cerveira e Armamar estreiam-se como cidades de partida de etapas da prova, numa edição com um percurso bastante acidentado. A prova centra-se mais uma vez no Norte de Portugal. Quanto à ausência do Alentejo e do Algarve do percurso, Joaquim Gomes referiu no mesmo evento: Acredito, e tenho alguma esperança, que no próximo quadriénio a seguir a 2013 possamos definitivamente, pelo menos, passar pelo Alentejo, porque se o Algarve entrar irá incluir certamente o Alentejo.
| Etapa           | Data         | Ligação                                                       | Distância                 | Vencedor da etapa         | Equipa                    | Líder da classificação geral individual | Equipa            | Equipa Líder da classificação geral das equipas |
| Prólogo         | 15 de Agosto | Castelo Branco-Castelo Branco                                 | 2.2 km                    | Reinardt van Rensburg     | MTN Qhubeka               | Reinardt van Rensburg                   | MTN Qhubeka       | LA-Antarte                                      |
| 1ª              | 16 de Agosto | Termas de Monfortinho-Oliveira do Hospital                    | 200.5 km                  | Jay Thomson               | UnitedHealthcare          | Jay Thomson                             | UnitedHealthcare  | UnitedHealthcare                                |
| 2ª              | 17 de Agosto | Oliveira do Bairro-Trofa                                      | 190.7 km                  | Francesco Lasca           | Caja Rural                | Jay Thomson                             | UnitedHealthcare  | UnitedHealthcare                                |
| 3ª              | 18 de Agosto | Vila Nova de Cerveira-Fafe                                    | 176.1 km                  | César Fonte               | Efapel-Glassdrive         | Jay Thomson                             | UnitedHealthcare  | UnitedHealthcare                                |
| 4ª              | 19 de Agosto | Viana do Castelo-Mondim de Basto (Alto da Nª. Sraª. da Graça) | 151.9 km                  | Rui Sousa                 | Efapel-Glassdrive         | Hugo Sabido                             | LA-Antarte        | Efapel-Glassdrive                               |
| 5ª              | 20 de Agosto | Armamar-Oliveira de Azeméis                                   | 176.9 km                  | Sérgio Ribeiro            | Efapel-Glassdrive         | Hugo Sabido                             | LA-Antarte        | Efapel-Glassdrive                               |
| 6ª              | 21 de Agosto | Aveiro-Viseu                                                  | 176.1 km                  | Jason McCartney           | UnitedHealthcare          | Hugo Sabido                             | LA-Antarte        | Efapel-Glassdrive                               |
| Dia de descanso | 22 de Agosto | 6ª Etapa da Volta - Viseu                                     | 6ª Etapa da Volta - Viseu | 6ª Etapa da Volta - Viseu | 6ª Etapa da Volta - Viseu | Hugo Sabido                             | LA-Antarte        | Efapel-Glassdrive                               |
| 7ª              | 23 de Agosto | Gouveia-Sabugal                                               | 185.3 km                  | Kai Reus                  | UnitedHealthcare          | Hugo Sabido                             | LA-Antarte        | Carmim-Prio                                     |
| 8ª              | 24 de Agosto | Guarda-Seia (Torre)                                           | 154.9 km                  | David Blanco              | Efapel-Glassdrive         | David Blanco                            | Efapel-Glassdrive | Efapel-Glassdrive                               |
| 9ª              | 25 de Agosto | Pedrógão-Leiria (contra-relógio individual)                   | 32.6 km                   | Alejandro Marque          | Carmim-Prio               | David Blanco                            | Efapel-Glassdrive | Efapel-Glassdrive                               |
| 10ª             | 26 de Agosto | Sintra-Lisboa                                                 | 149.5 km                  | Reinardt van Rensburg     | MTN Qhubeka               | David Blanco                            | Efapel-Glassdrive | Efapel-Glassdrive                               |
| Etapa da Volta  | 22 de Agosto | Viseu-Viseu                                                   | 72 km                     | Alexandre Guilhoto        | KIA MCK                   | —                                       | —                 | —                                               |

## Líderes por etapa e evolução das camisolas
| Classificação                       | Prólogo                     | Etapa 1              | Etapa 2               | Etapa 3              | Etapa 4                | Etapa 5                     | Etapa 6                     | Etapa 7                     | Etapa 8                | Etapa 9                     | Etapa 10                    |
| ----------------------------------- | --------------------------- | -------------------- | --------------------- | -------------------- | ---------------------- | --------------------------- | --------------------------- | --------------------------- | ---------------------- | --------------------------- | --------------------------- |
| Vencedor da Etapa                   | Reinardt van Rensburg (MTN) | Jay Thomson (UHC)    | Francesco Lasca (CJR) | César Fonte (EGL)    | Rui Sousa (EGL)        | Sérgio Ribeiro (EGL)        | Jason McCartney (UHC)       | Kai Reus (UHC)              | David Blanco (EGL)     | Alejandro Marque (CPT)      | Reinardt van Rensburg (MTN) |
| Geral Individual (Camisola Amarela) | Reinardt van Rensburg (MTN) | Jay Thomson (UHC)    | Jay Thomson (UHC)     | Jay Thomson (UHC)    | Hugo Sabido (LAR)      | Hugo Sabido (LAR)           | Hugo Sabido (LAR)           | Hugo Sabido (LAR)           | David Blanco (EGL)     | David Blanco (EGL)          | David Blanco (EGL)          |
| Pontos (Camisola Vermelha)          | Reinardt van Rensburg (MTN) | Jay Thomson (UHC)    | Hugo Sabido (LAR)     | Hugo Sabido (LAR)    | Hugo Sabido (LAR)      | Reinardt van Rensburg (MTN) | Reinardt van Rensburg (MTN) | Reinardt van Rensburg (MTN) | Sérgio Ribeiro (EGL)   | Reinardt van Rensburg (MTN) | Reinardt van Rensburg (MTN) |
| Montanha (Camisola Azul)            | N/A                         | Jay Thomson (UHC)    | Jay Thomson (UHC)     | Jay Thomson (UHC)    | Jay Thomson (UHC)      | Rui Sousa (EGL)             | Rui Sousa (EGL)             | Rui Sousa (EGL)             | Rui Sousa (EGL)        | Rui Sousa (EGL)             | Rui Sousa (EGL)             |
| Juventude (Camisola Laranja)        | Reinardt van Rensburg (MTN) | José Gonçalves (OND) | José Gonçalves (OND)  | José Gonçalves (OND) | David de la Cruz (CJR) | David de la Cruz (CJR)      | David de la Cruz (CJR)      | David de la Cruz (CJR)      | David de la Cruz (CJR) | David de la Cruz (CJR)      | David de la Cruz (CJR)      |
| Equipas                             | MTN                         | UHC                  | UHC                   | UHC                  | EGL                    | EGL                         | EGL                         | CPT                         | EGL                    | EGL                         | EGL                         |
| Classificação                       | Prólogo                     | Etapa 1              | Etapa 2               | Etapa 3              | Etapa 4                | Etapa 5                     | Etapa 6                     | Etapa 7                     | Etapa 8                | Etapa 9                     | Etapa 10                    |

- Nota 4: A sigla m.t. na coluna do tempo significa mesmo tempo, ou seja, que o ciclista cuja indicação de tempo é m.t. cortou a meta ou está classificado no mesmo tempo do que o ciclista da frente.

### Prólogo
| Classificação da Etapa (e Classificação Geral Individual, visto ser a primeira classificação final da prova) | Classificação da Etapa (e Classificação Geral Individual, visto ser a primeira classificação final da prova) | Classificação da Etapa (e Classificação Geral Individual, visto ser a primeira classificação final da prova) | Classificação da Etapa (e Classificação Geral Individual, visto ser a primeira classificação final da prova) | Classificação da Etapa (e Classificação Geral Individual, visto ser a primeira classificação final da prova) |
| --- | --- | --- | --- | --- |
| Pos | Ciclista | País | Equipa | Tempo |
| 1 | Reinardt van Rensburg                                                                                        | África do Sul                                                                                                | MTN | 00h02m48s |
| 2 | Hugo Sabido                                                                                                  | Portugal | LAA | m.t. |
| 3 | José Gonçalves                                                                                               | Portugal | OND | a 2 segundos                                                                                                 |
| 4 | Boy van Poppel                                                                                               | Holanda | UHC | a 3 segundos                                                                                                 |
| 5 | Dmitry Sokolov                                                                                               | Rússia | LOK | a 4 segundos                                                                                                 |
| 6 | Rafael Reis                                                                                                  | Portugal | POR | a 5 segundos                                                                                                 |
| 7 | Samuel Caldeira                                                                                              | Portugal | CPT | m.t. |
| 8 | Edgar Pinto                                                                                                  | Portugal | LAA | a 6 segundos                                                                                                 |
| 9 | Sérgio Sousa                                                                                                 | Portugal | EGL | m.t. |
| 10 | Bradley White                                                                                                | Estados Unidos                                                                                               | UHC | a 7 segundos                                                                                                 |